# Kepler-419
Kepler-419 és una estrella de seqüència principal de tipus F situada a uns 3.400 anys llum de la Terra a la constel·lació del Cigne. Es troba dins del camp de visió de la Nau Kepler, el satèl·lit que la Missió Kepler de la NASA va utilitzar per detectar planetes que podrien estar en trànsit per les seves estrelles. El 2012, al voltant d'aquesta estrella, es va detectar un potencial company planetari en una òrbita molt excèntrica, però la seva naturalesa planetària no es va confirmar fins al 12 de juny de 2014, quan va rebre el nom de Kepler-419b. En el mateix document es va anunciar un segon planeta que orbitava més lluny de l'estrella, anomenat Kepler-419c.

## Nomenclatura i història
Abans de l'observació de Kepler, Kepler-419 tenia el número de catàleg 2MASS 2MASS J19414029+5111051. Al Kepler Input Catalog té la designació de KIC 12365184, i quan es va trobar que tenia candidats a planetes en trànsit se li va donar el número del Kepler Object of Interest del KOI-1474.
Els planetes de l'estrella van ser descoberts per la Missió Kepler de la NASA, una missió encarregada de descobrir planetes en trànsit al voltant de les seves estrelles. El mètode de trànsit que utilitza Kepler consisteix a detectar caigudes de brillantor a les estrelles. Aquestes caigudes de brillantor es poden interpretar com a planetes les òrbites de les quals es mouen davant les seves estrelles des de la perspectiva de la Terra. El nom Kepler-419 deriva directament del fet que l'estrella és l'estrella 419 catalogada descoberta per Kepler amb planetes confirmats.
La designació b i c, deriven de l'ordre del descobriment. La designació de b es dona al primer planeta que orbita una estrella determinada, i c al més llunyà. En el cas de Kepler-419, es van detectar dos planetes, per la qual cosa s'empren les lletres b i c.

## Característiques estel·lars
Kepler-419 és una estrella de Tipus F que té aproximadament un 139% de la massa i un 175% del radi del Sol. Té una temperatura superficial de 6430 K i té 2.800 milions d'anys. En comparació, el Sol té uns 4.600 milions d'anys. i té una temperatura superficial de 5778 K.
La magnitud aparent de l'estrella, o la brillantor que sembla des de la perspectiva de la Terra, és de 14. Per tant, és massa tènue per ser vista a ull nu.

## Sistema planetari
| Companya (per ordre des de l'estrella) | Massa        | Semieix major (ua) | Període orbital (dies) | Excentricitat | Inclinació | Radi           |
| -------------------------------------- | ------------ | ------------------ | ---------------------- | ------------- | ---------- | -------------- |
| b                                      | 2,77±0,19 MJ | 0,3745±0,0046      | 69,7960±0,0042         | 0,817±0,016   | —°         | 1,120±0,084 RJ |
| c                                      | 7,65±0,27 MJ | 1,697±0,020        | 673,35±0,84            | 0,1793±0,0017 | —°         | 1.13 RJ        |

Només es coneix el primer planeta que transita per l'estrella; això vol dir que l'òrbita del planeta sembla creuar-se davant de la seva estrella vista des de la perspectiva de la Terra. La seva inclinació relativa a la línia de visió de la Terra, o la distància per sobre o per sota del pla de visió, varia en menys d'un grau. Això permet mesurar directament els períodes del planeta i els diàmetres relatius (en comparació amb l'estrella amfitriona) mitjançant el seguiment del trànsit del planeta per l'estrella.
El planeta més interior orbita l'estrella cada 69 dies a una distància gairebé la mateixa que la distància Mercuri-Sol, que Kepler-419b orbita a 0,37 ua. Té una òrbita molt excèntrica i, com a tal, experimenta grans oscil·lacions de temperatura, ja que la seva excentricitat és de 0,83. L'òrbita excèntrica no podria haver estat causada per l'estrella en si, devia haver-hi un company més llunyà. El 2014 es va anunciar el descobriment d'un planeta de 7,3 MJ que orbita a 1,68 ua, mitjançant el mètode de variacions de temps de trànsit.
Kepler-419c és notable perquè orbita dins de la zona habitable de la seva estrella i, tot i que té una massa 7 vegades superior a la de Júpiter, apareix com un bon candidat per albergar potencialment una exolluna habitable. Per això, alguns astrònoms han començat a interessar-se en Kepler-419c per cercar aquestes exollunes potencialment habitables. A 2022, no s'ha detectat cap exolluna en òrbita al voltant del planeta.